# Llista de presidents de la Cambra de Representants de Bèlgica
Aquesta és la llista dels Presidents de la Cambra de Representants de Bèlgica.
El President de la Cambra de Representants (neerlandès: Voorzitter van de Kamer van Volksvertegenwoordigers, francès: Président de la Chambre des Représentants) és el càrrec que presideix la cambra baixa del Parlament Federal de Bèlgica. L'actual president de la Cambra de Representants és Patrick Dewael dels Vlaamse Liberalen en Democraten (Open VLD).
| No. | No. | Nom                                      | Partit         | Inici de mandat        | Fi de Mandat           |
| --- | --- | ---------------------------------------- | -------------- | ---------------------- | ---------------------- |
|     | 1.  | Etienne de Gerlache                      | Catòlic        | 10 de setembre de 1831 | 18 de juliol de 1832   |
|     | 2.  | Jean Raikem                              | Catòlic        | 15 de novembre de 1832 | 24 de maig de 1839     |
|     | 3.  | Isidore Fallon                           | Catòlic        | 15 de novembre de 1839 | 10 de setembre de 1842 |
|     | 4.  | Jean Raikem                              | Catòlic        | 9 de novembre de 1842  | 6 d'abril de 1843      |
|     | 5.  | Charles Liedts                           | Partit Liberal | 17 de novembre de 1843 | 20 de maig de 1848     |
|     | 6.  | Pierre-Théodore Verhaegen                | Partit Liberal | 28 de juny de 1848     | 3 d'abril de 1852      |
|     | 7.  | Noël Joseph Auguste Delfosse             | Partit Liberal | 26 d'octubre de 1852   | 24 d'abril de 1855     |
|     | 8.  | Josse Joseph de Lehaye                   | Partit Liberal | 25 d'abril de 1855     | 13 de juny de 1857     |
|     | 9.  | Pierre-Théodore Verhaegen                | Partit Liberal | 17 de desembre de 1857 | 30 de maig de 1859     |
|     | 10. | Auguste Englebert Pierre Orts            | Partit Liberal | 19 de juliol de 1859   | 18 de juliol de 1860   |
|     | 11. | Désiré Jean Léon Vervoort                | Partit Liberal | 23 de novembre de 1860 | 27 de maig de 1863     |
|     | 12. | Ernest Louis de Gonzague Vandenpeereboom | Partit Liberal | 15 de desembre de 1863 | 23 d'octubre de 1867   |
|     | 13. | Hubert Joseph Dolez                      | Partit Liberal | 23 d'octubre de 1867   | 20 de maig de 1870     |
|     | 14. | Charles Vilain XIIII                     | Partit Catòlic | 11 d'agost de 1870     | 26 de juliol de 1871   |
|     | 15. | Xavier Victor Thibaut                    | Partit Catòlic | 15 de novembre de 1871 | 29 de maig de 1878     |
|     | 16. | Charles Rogier                           | Partit Liberal | 1 d'agost de 1878      | 26 d'agost de 1878     |
|     | 17. | Jules Louis Guillery                     | Partit Liberal | 13 de novembre de 1878 | 10 de març de 1881     |
|     | 18. | Joseph Jules Descamps                    | Partit Liberal | 22 de març de 1881     | 17 de maig de 1884     |
|     | 19. | Xavier Victor Thibaut                    | Partit Catòlic | 23 de juliol de 1884   | 2 de setembre de 1884  |
|     | 20. | Théophile de Lantsheere                  | Partit Catòlic | 12 de novembre de 1884 | 25 de novembre de 1895 |
|     | 21. | Auguste Beernaert                        | Partit Catòlic | 30 de gener de 1895    | 7 de maig de 1900      |
|     | 22. | Louis Marie Joseph de Sadeleer           | Partit Catòlic | 18 de juliol de 1900   | 8 de novembre de 1901  |
|     | 23. | Frans Schollaert                         | Partit Catòlic | 12 de novembre de 1901 | 9 de gener de 1908     |
|     | 24. | Gérard Cooreman                          | Partit Catòlic | 16 de gener de 1908    | 8 d'agost de 1912      |
|     | 25. | Frans Schollaert                         | Partit Catòlic | 12 de novembre de 1912 | 29 de juny de 1917     |
|     | 26. | Prosper Poullet                          | Partit Catòlic | 28 de novembre de 1918 | 13 d'octubre de 1919   |
|     | 27. | Emile Brunet                             | BWP-POB        | 10 de desembre de 1919 | 6 d'agost de 1928      |
|     | 28. | Emile Tibbaut                            | Unió Catòlica  | 16 d'agost de 1928     | 5 de setembre de 1930  |
|     | 29. | Jules Poncelet                           | Unió Catòlica  | 11 de novembre de 1930 | 13 d'abril de 1936     |
|     | 30. | Camille Huysmans                         | BWP-POB        | 23 de juny de 1936     | 6 de març de 1939      |
|     | 31. | Frans Van Cauwelaert                     | CVP-PSC        | 21 d'abril de 1939     | 12 de març de 1954     |
|     | 32. | Camille Huysmans                         | BSP-PSB        | 27 d'abril de 1954     | 11 de novembre de 1958 |
|     | 33. | Paul Kronacker                           | Partit Liberal | 11 de novembre de 1958 | 17 d'abril de 1961     |
|     | 34. | Achille Van Acker                        | BSP-PSB        | 27 d'abril de 1961     | 10 d'abril de 1974     |
|     | 35. | André Dequae                             | CVP            | 30 d'abril de 1974     | 7 de juny de 1977      |
|     | 36. | Edmond Leburton                          | PS             | 7 de juny de 1977      | 3 d'abril de 1979      |
|     | 37. | Charles-Ferdinand Nothomb                | PSC            | 3 d'abril de 1979      | 20 de maig de 1980     |
|     | 38. | Jean Defraigne                           | PRL            | 20 de maig de 1980     | 24 d'octubre de 1980   |
|     | 39. | Joseph Michel                            | PSC            | 24 d'octubre de 1980   | 18 de desembre de 1981 |
|     | 40. | Jean Defraigne                           | PRL            | 18 de desembre de 1981 | 19 de gener de 1988    |
|     | 41. | Erik Vankeirsbilck                       | CVP            | 19 de gener de 1988    | 10 de maig de 1988     |
|     | 42. | Charles-Ferdinand Nothomb                | PSC            | 10 de maig de 1988     | 12 d'abril de 1995     |
|     | 43. | Jos Dupré                                | CVP            | 8 de juny de 1995      | 28 de juny de 1995     |
|     | 44. | Raymond Langendries                      | PSC            | 28 de juny de 1995     | 1 de juliol de 1999    |
|     | 45. | Herman De Croo                           | VLD            | juliol de 1999         | 12 de juliol de 2007   |
|     | 46. | Herman Van Rompuy                        | CD&V           | 12 de juliol de 2007   | 30 de desembre de 2008 |
|     | 47. | Patrick Dewael                           | Open VLD       | 30 de desembre de 2008 | en càrrec              |